# Felix Braun
Felix Braun, född 4 november 1885 och död 29 november 1973, var en tysk poet och författare.
Braun var filosofie doktor och har bland annat utgett diktsamlingarna Gedichte (1909), Das neue Leben (1913) och Das innere Leben (1925). Han utgav även romanerna Der Schatten des Todes (1910), Die Taten des Herakles (1921) och Der unsichtbare Gast (1924). Dessutom sorgespelen Tantalos (1917) och Aktaion (1921), samt komedin Till Eulenspiegels Kaisertum (1911).